# MNR Sportscars
Die MNR Sportscars Limited, vorher Marc Nordon Racing Limited, ist ein britischer Hersteller von Kit Cars, der seit 2000 in Yorkshire ansässig ist. Er hat sich auf Autos mit Motorradmotoren und besonders auf Replikas des Lotus Seven spezialisiert.

## Marc Nordon Racing

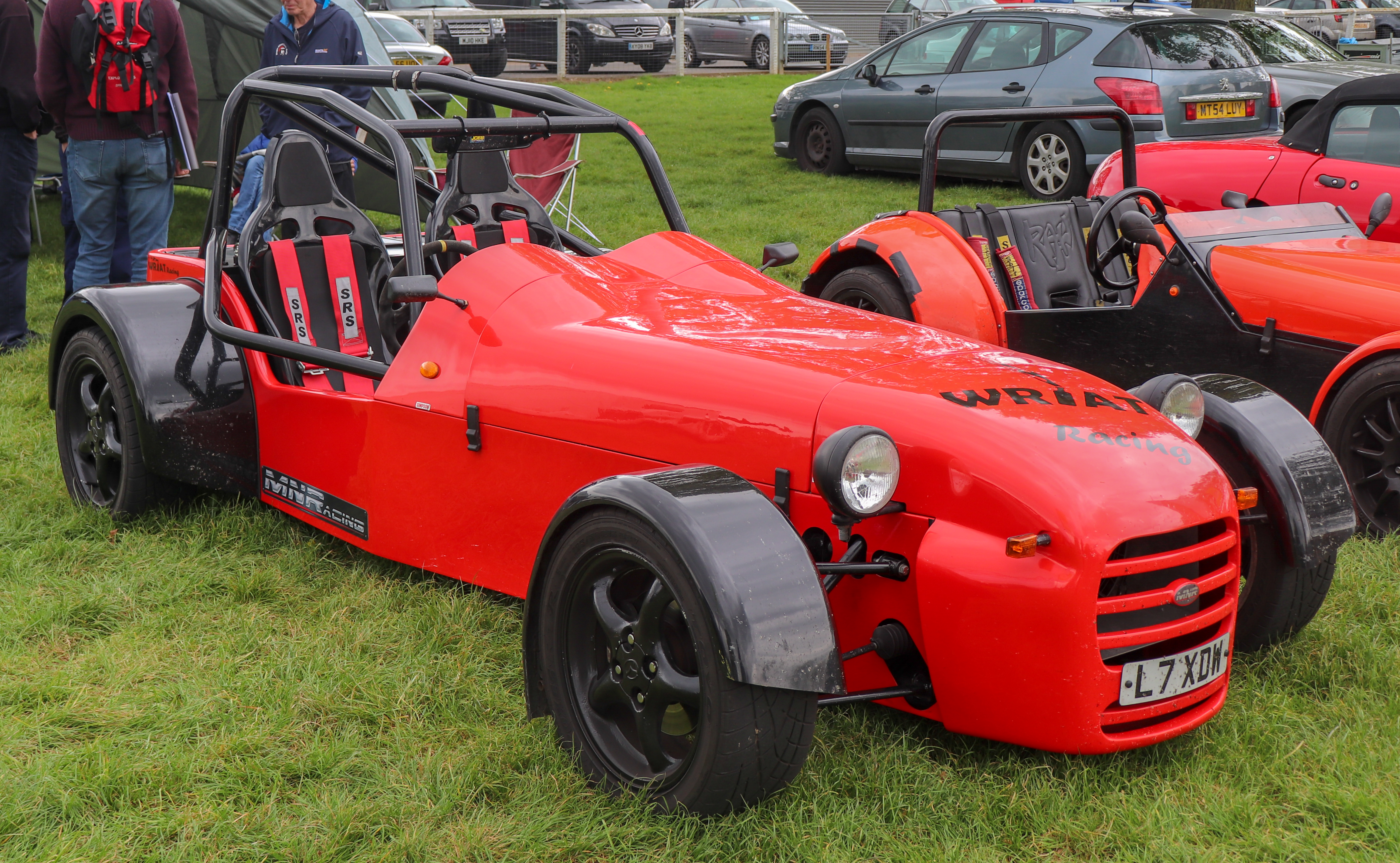
MNR VortX RT+

Marc Nordon Racing wurde am 18. Januar 2000 von dem früheren britischen Rennfahrer Marc Nordon als Autoverleih für Rennfahrer gegründet, die sich keinen eigenen Rennwagen kaufen und unterhalten wollten. 2003 stellte die Firma den Vortx RT her, ein Lotus-Seven-Replika auf Ford-Sierra-Basis. Diesem ersten Modell folgten der Vortx RT+ und der Vortx RT Super, die die Hinterachse des Ford Sierra mit der Vorderachse  des Ford Cortina kombinierten.
In der Folge wurde die Modellpalette diversifiziert; man stellt jetzt nicht nur mehr Lotus-Seven-Replikas her, sondern auch den Tytan mit Mittelmotor und Le-Mans-Prototypen.
MNR zählte bereits nach 18 Monaten zu den zehn größten Kit-Car-Herstellern im Vereinigten Königreich.
Am 26. Juni 2016 wurde das Unternehmen mit Sitz in Pateley Bridge im Borough of Harrogate aufgelöst.

## MNR Sportscars
MNR Sportscars wurde am 14. Januar 2016 als Nachfolgegesellschaft gegründet. Der Markenname MNR wurde übernommen. Der Sitz befindet sich in Driffield. Inhaber sind Barbara Mary Owen und Marc Owen Nordon.